# I Капучини (Фиренца)
I Капучини је насеље у Италији у округу Фиренца, региону Тоскана.
Према процени из 2011. у насељу је живело 23 становника. Насеље се налази на надморској висини од 215 м.